# カチ山駅
カチ山駅（カチサンえき）は大韓民国ソウル特別市江西区禾谷洞にある、ソウル交通公社の駅。カチ（까치）はカササギを指す固有語に由来している。なお、ソウル交通公社発足前は、ソウル特別市都市鉄道公社の管轄であったため、2号線がソウルメトロの路線であった頃、接近放送や液晶ディスプレイの仕様がソウル特別市都市鉄道公社のものとなっていた。

## 利用可能な鉄道路線
ソウル交通公社
 2号線（新亭支線） 駅番号は234-4
 5号線 駅番号は518

## 歴史
- 1996年
  - 3月20日 - ソウル特別市地下鉄公社2号線（当時）新亭支線、ソウル特別市都市鉄道公社（当時）5号線の駅が開業。5号線は終着駅[1]。
  - 8月12日 - 5号線が汝矣島駅まで延伸開業、途中駅になる[2]。
- 2005年1月1日 - ソウル特別市地下鉄公社がソウルメトロに改称、2号線はソウルメトロの駅となる。
- 2017年5月31日 - ソウルメトロとソウル特別市都市鉄道公社が統合され、2号線・5号線共にソウル交通公社の駅となる[3]。

## 駅構造
単式ホーム1面1線と島式ホーム1面2線、合計2面3線のホームを有する地下駅。2号線新道林方面と5号線汝矣島方面が島式ホームを使用しており、階段の昇降を伴わずに乗り換えが可能。

### のりば
| 島式ホーム | 2号線新亭支線 | 当駅折り返し 陽川区庁・新道林方面            |
| 島式ホーム | 5号線（下り） | 汝矣島・忠正路・光化門・河南黔丹山・馬川方面 |
| 単式ホーム | 5号線（上り） | 禾谷・金浦空港・傍花方面                     |

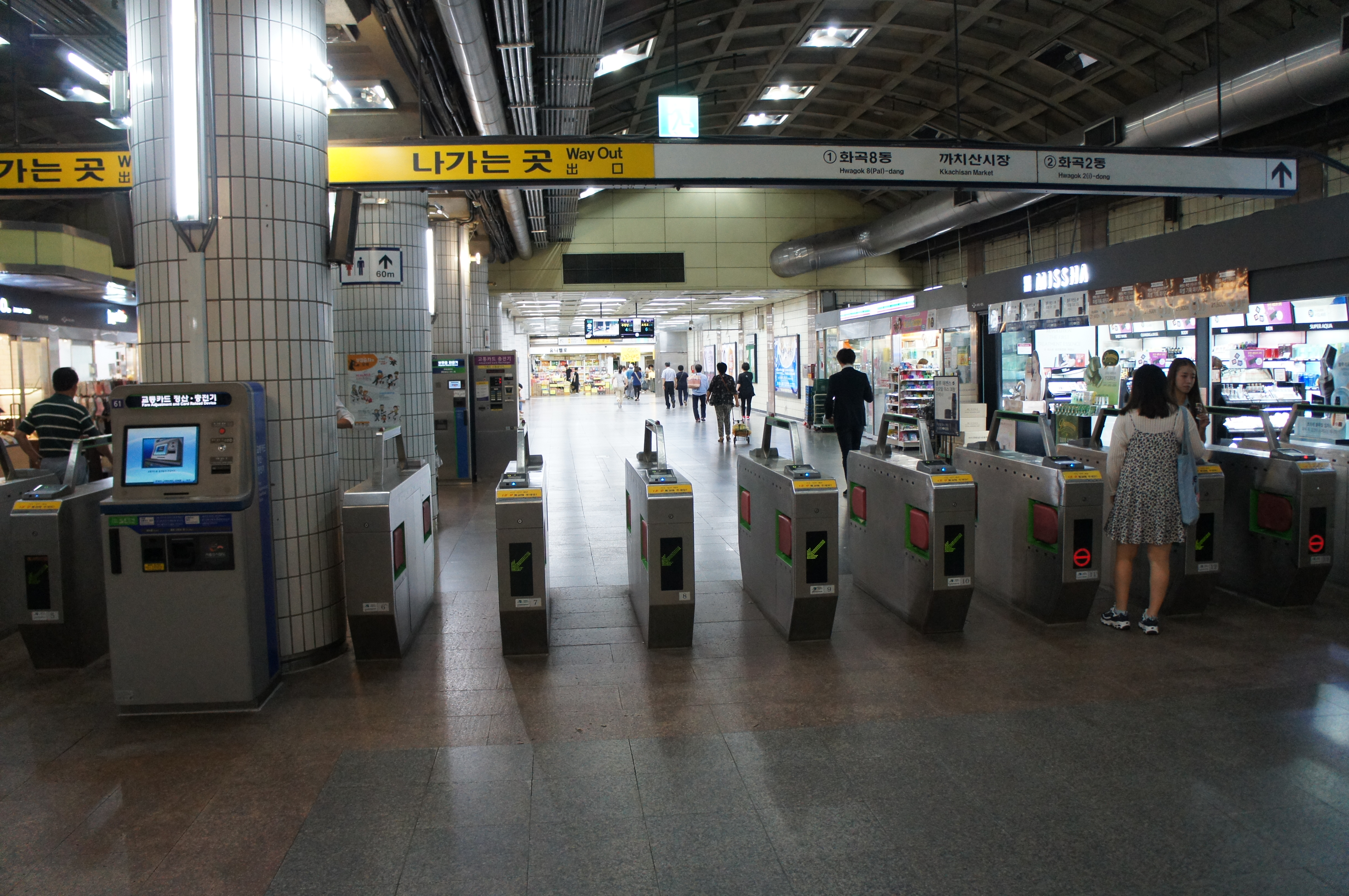
改札口
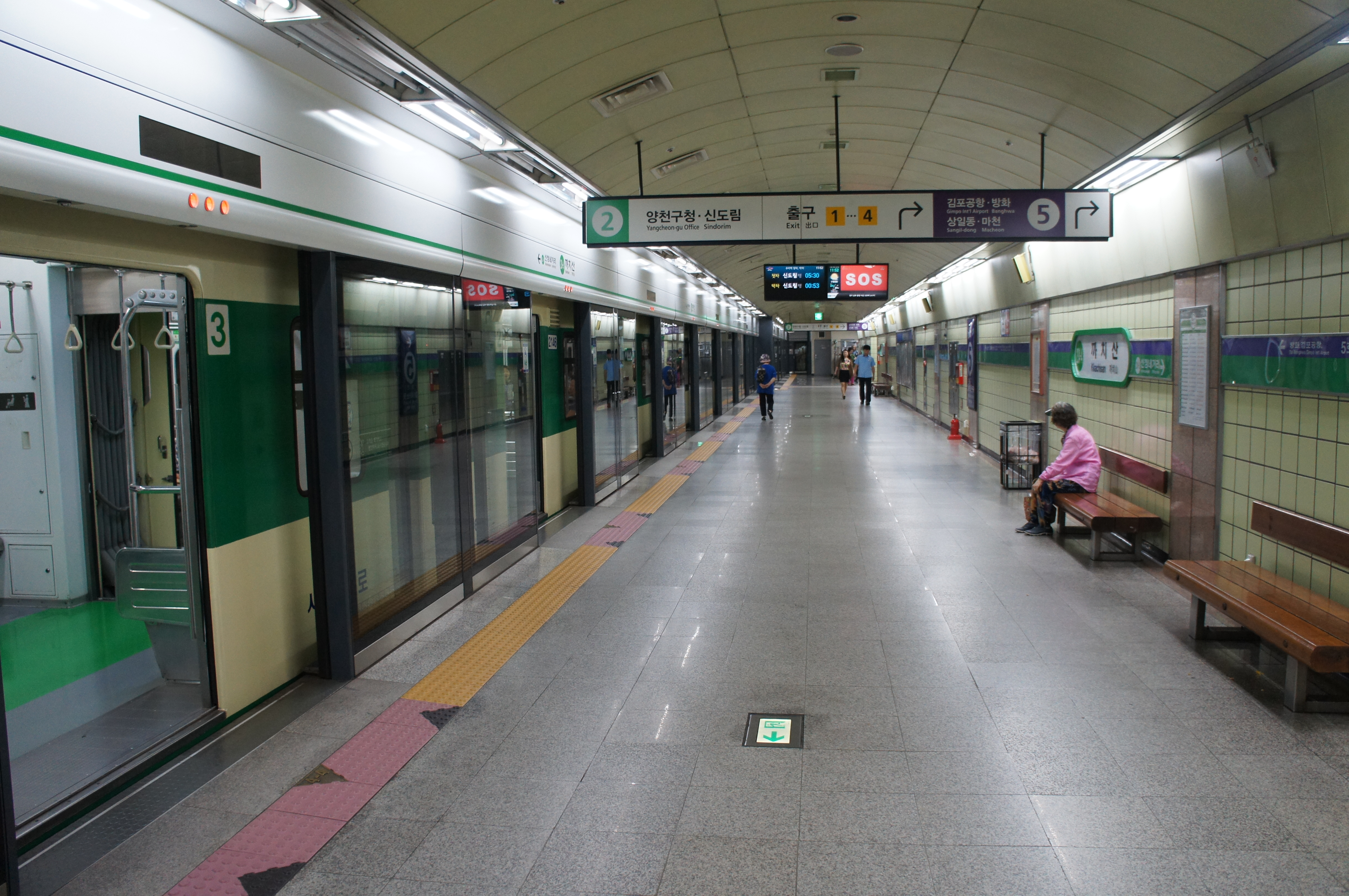
2号線ホーム
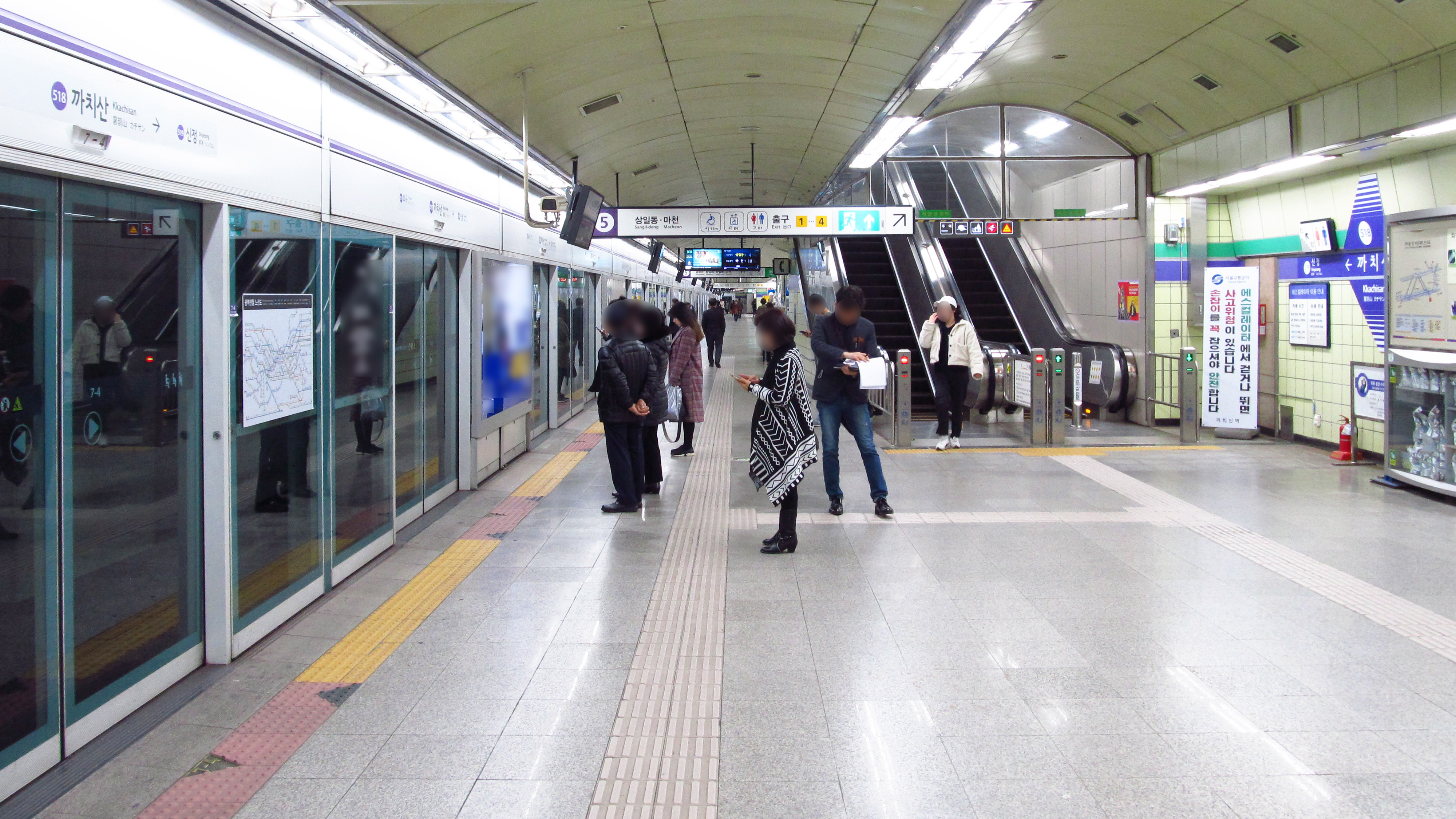
5号線河南黔丹山・馬川方面ホーム

## 利用状況
近年の一日平均利用人員推移は下記のとおり。改札が両路線で共用しているため、利用人員は合算である。
| 路線          | 路線     | 2000年 | 2001年 | 2002年 | 2003年 | 2004年 | 2005年 | 2006年 | 2007年 | 2008年 | 2009年 | 出典  |
| ------------- | -------- | ------ | ------ | ------ | ------ | ------ | ------ | ------ | ------ | ------ | ------ | ----- |
| 2号線 · 5号線 | 乗車人員 | 22,177 | 24,491 | 25,744 | 27,371 | 27,137 | 27,964 | 28,381 | 28,401 | 28,592 | 28,656 | [ 4 ] |
| 2号線 · 5号線 | 降車人員 | 19,398 | 21,096 | 22,148 | 23,364 | 22,792 | 25,172 | 25,529 | 25,569 | 26,017 | 26,249 | [ 4 ] |
| 2号線 · 5号線 | 乗降人員 | 41,575 | 45,587 | 47,892 | 50,735 | 49,929 | 53,136 | 53,910 | 53,970 | 54,609 | 54,905 | [ 4 ] |
| 路線          | 路線     | 2010年 | 2011年 | 2012年 | 2013年 | 2014年 | 2015年 | 2016年 |        |        |        | [ 4 ] |
| 2号線 · 5号線 | 乗車人員 | 28,995 | 29,082 | 29,443 | 29,739 | 30,314 | 30,282 | 30,034 |        |        |        | [ 4 ] |
| 2号線 · 5号線 | 降車人員 | 26,884 | 27,152 | 27,662 | 28,135 | 28,637 | 28,498 | 28,372 |        |        |        | [ 4 ] |
| 2号線 · 5号線 | 乗降人員 | 55,879 | 56,234 | 57,105 | 57,873 | 58,951 | 58,780 | 58,405 |        |        |        | [ 4 ] |

## 駅周辺
- カチ山
- 京仁高速道路新月インターチェンジ（朝鮮語版）
- KT江西支社
- 禾谷1洞住民センター
- 禾谷2洞住民センター
- 禾谷8洞住民センター
- ソウル新亭高等学校（朝鮮語版）
- ソウル禾谷1洞郵便取扱局
- 国民銀行カチ山駅出張所
- ウリィ銀行カチ山駅支店
- 国民銀行禾谷洞支店

## 隣の駅
ソウル交通公社
 2号線（新亭支線）
新亭ネゴリ駅 (234-3) - カチ山駅 (234-4)
 5号線
禾谷駅 (517) - カチ山駅 (518) - 新亭駅 (519)